# Moderator (statistiek)

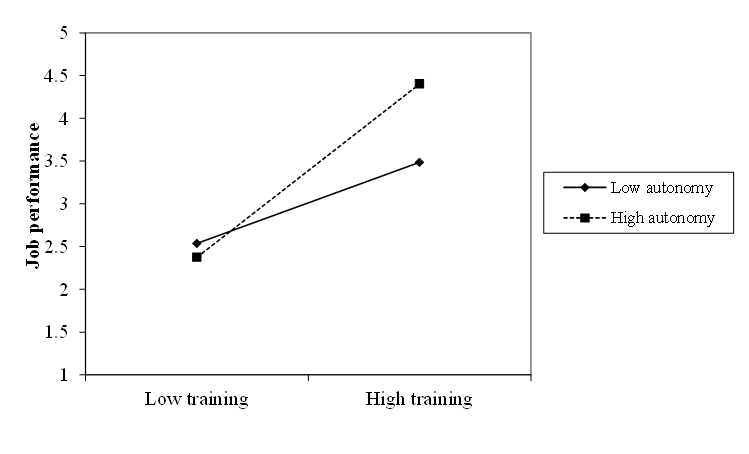
Autonomie als moderator in het verband tussen prestatie op het werk (verticale as) en niveau van opleiding (horizontale as)

In de statistiek is een moderator een stochastische variabele die de relatie tussen twee andere variabelen beïnvloedt. Indien het verband tussen twee variabelen {\displaystyle X} en {\displaystyle Y} afhankelijk is van de waarde van een andere variabele {\displaystyle Z}, wordt deze laatste als moderator beschouwd.
Zo is leeftijd een moderator in de relatie tussen klanttevredenheid en klantentrouw: bij oudere mensen leidt grotere tevredenheid tot grotere trouw, bij jongeren is dit veel minder het geval.